# Alveopora verrilliana
Alveopora verrilliana е вид корал от семейство Poritidae. Видът е световно застрашен, със статут Уязвим.

## Разпространение
Разпространен е в Американска Самоа, Австралия, Камбоджа, Острови Кук, Джибути, Египет, Еритрея, Фиджи, Френска Полинезия, Гуам, Индонезия, Израел, Япония, Йордания, Кирибати, Малайзия, Маршалови острови, Мавриций, Микронезия, Науру, Нова Каледония, Ниуе, Северни Мариански острови, Палау, Папуа-Нова Гвинея, Филипини, Самоа, Саудитска Арабия, Сингапур, Соломоновите острови, Судан, Тайван, Тайланд, Токелау, Тонга, Тувалу, Малки далечни острови на САЩ, Вануату, Виетнам, Уолис и Футуна и Йемен.